# Foulatari
Foulatari est une localité et une commune rurale du Niger, département de Maïné-Soroa, région de Diffa.

## Géographie
La localité de Foulatari est située au nord du chef-lieu départemental Maïné-Soroa. 
|             | N'Guelbély  |           |
| Maïné-Soroa | Foulatari   | Chétimari |
|             | Maïné-Soroa |           |

## Histoire
La commune rurale de Foulatari instaurée en 2002, est issue du canton de Maïné-Soroa.

## Population
Lors du recensement général de 2012, la population communale est relevée à 30 953 habitants, dont 682 habitants pour la localité principale.

## Localités
La commune s'étend sur 101 villages, 80 hameaux, 140 camps et 22 points d'eau au centre-est du département de Maïné-Soroa.

## Services et infrastructures
- Centre de Santé Intégré (CSI) à Foulatari[5].
- Centre de formation des métiers (CFM) à Foulatari.